# Ancyloscelis ecuadorius
Ancyloscelis ecuadorius är en biart som beskrevs av Heinrich Friese 1904. Ancyloscelis ecuadorius ingår i släktet Ancyloscelis och familjen långtungebin. Inga underarter finns listade i Catalogue of Life.